# Johann Heinrich Klemm
Johann Heinrich Klemm (im Polnischen: Jan Henryk Klemm; * im 17. oder 18. Jahrhundert; † um 1777) war ein aus dem Kurfürstentum Sachsen stammender Offizier und Baumeister, der in Polen wirkte. Er wird zu den bedeutendsten Architekten des Barock in Polen gerechnet.

## Leben
Über Klemms Leben ist wenig bekannt. Vermutlich kam er – wie andere sächsische Baumeister auch – während der Regierungszeit Augusts des Starken oder dessen Sohnes August III. nach Polen. Möglicherweise arbeitete er vorher schon in Ungarn. Er diente unter dem Großhetmann Jan Klemens Branicki von 1758 bis 1768 als Oberst eines Infanterieregimentes (polnisch: 4 Regiment Pieszy Buławy Wielkiej Koronnej). Klemm war einer der Lieblingsarchitekten des baufreudigen Branickis und beriet ihn in architektonischen und künstlerischen Belangen. Neben Tätigkeiten an verschiedenen Branicki-Residenzen war Klemm auch für andere polnische Magnaten tätig. Er lebte in Białystok, wo er auch das Rathaus entwarf. Er war mit Katarzyna geb. Borodzicówna verheiratet.

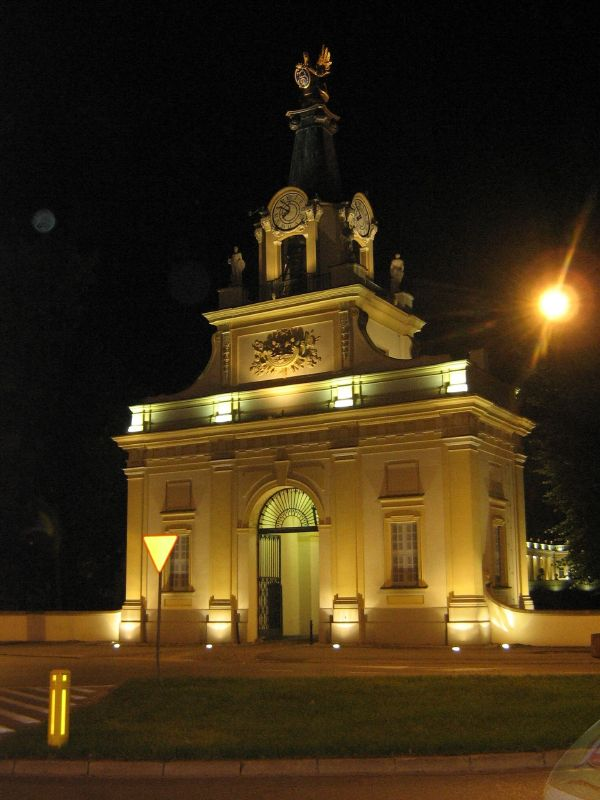
Die von Klemm gestaltete Toreinfahrt des Branicki-Palastes in Białystok

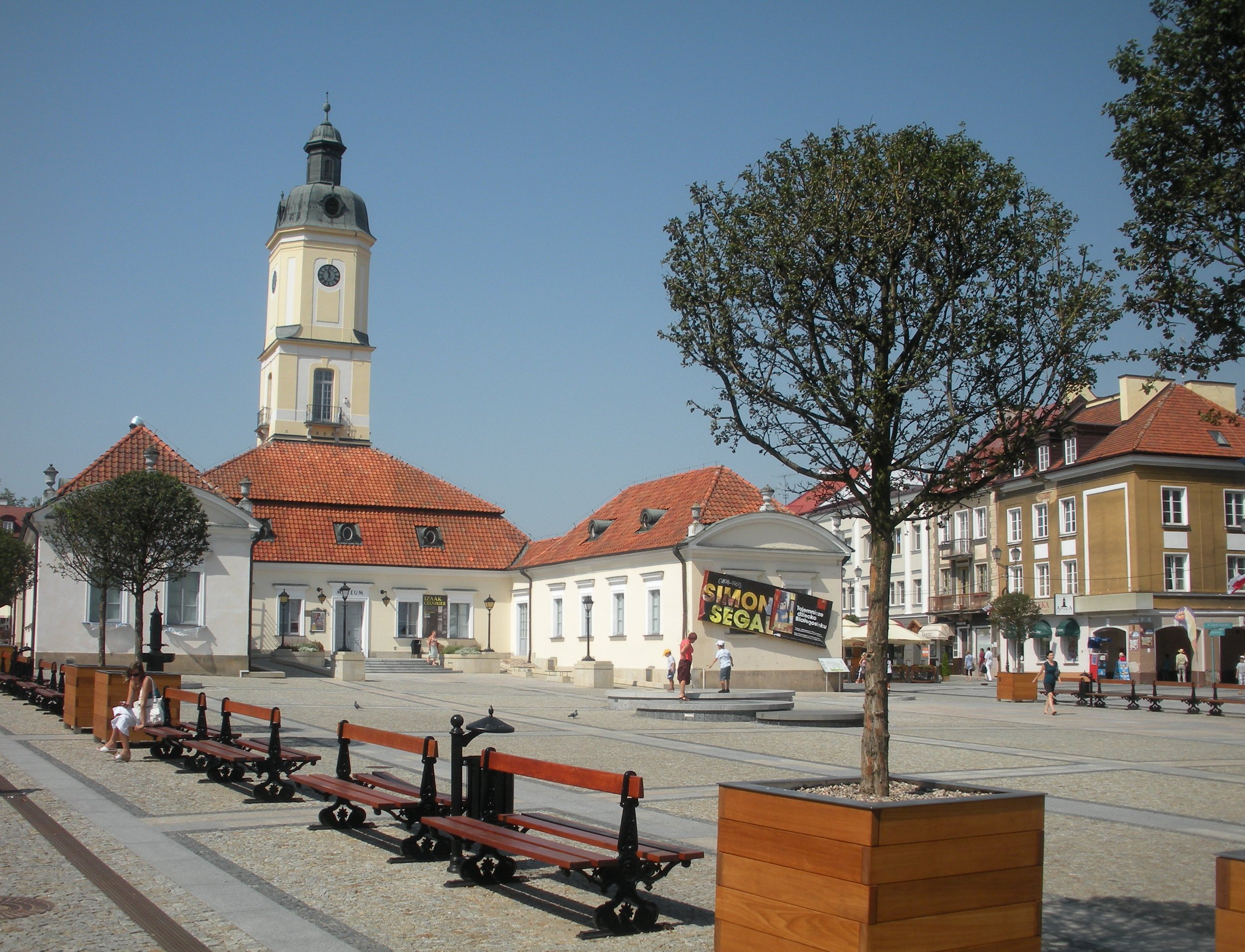
Das barocke Rathaus in Białystok

## Bauten (Auswahl)
- Branicki-Palast in Choroszcz
- Herrenhaus in Hołowiesk bei Bielsk Podlaski
- Palast in Stołowacz
- Katherinen- und Dreiheiligenkirche (polnisch: Kościół św. Katarzyny i Świętej Trójcy) in Tyczyn
- Tor des Branicki-Palastes in Białystok
- Detailarbeiten am Branicki-Palastes in Warschau
- Rathaus in Białystok
- Arbeiten am Sapieha-Palast in Warschau
- Arbeiten am Palast in Dereczyn für die Sapieha-Familie
- Ornamente an der Grabplatte von Stanisław Branicki in der Kirche in Białystok
- Kirchenaltar in Choroszcz
- Arbeiten am Palast in Radzyń Podlaski